# Abu Musab al-Zarqawi
Abu Musab al-Zarqawi (født 20. oktober 1966 i Zarqa, Jordan, død 7. juni 2006, Baquba, Irak) var en militant salafi-islamist, guerrillaleder, og tidligere leder af Al-Qaeda i Irak.

## I Irak 2001-2006
Den officielle amerikanske holdning er al-Zarqawi drog til det nordlige Irak på opdrag fra al-Qaida. Der etablerede han et samarbejde med Ansar Al-Islam og skal have oprettet oprørsgrupperne Tawhid og Jihad. Hans irakiske gruppe tog officielt al Qaida-navnet i oktober 2004.
USA udpegede Zarqawi som den ansvarlige bag mange af terroristangrebene som blevet udført i Irak efter den USA-ledede invasionen i landet i 2003. Han regnes for at være lederen af Jama'at al-Tawhid wal Jihad, som har erklæret sin loyalitet med Al-Qaida. I oktober 2002 blev al-Zarqawi anklaget for henrettelsen på den amerikanske nødhjælpsarbejder Laurence Foley i Amman i Jordan. Nogle måneder efter dette blevet han navngivet som hovedmanden bag en serie med bombeangreb fra Casablanca i Marokko til Istanbul i Tyrkiet. Zarqawi er blevet udpeget som hjernen bag et planlagt terrorangreb i 2004 hvor den jordanske statsministerens kontor, efterretningstjenestens hovedkvarter og den amerikanske ambassade skulle angribes med kemiske våben. Han antages at have stået bag tre selvmordsangreb mod hotel i Amman 9. november 2005. 60 mennesker blevet dræbt. I tillæg til dette beskyldes han for at have stået bag andre angreb i Jordan og et raketangreb fra Libanon ind i de nordlige dele af Israel.

## Tilfangetagelse og død
Amerikanske myndigheder har udlovet en belønning på 25 millioner dollar til den som kunne give oplysninger som førte til pågribelse af al-Zarqawi. 
Han blev dræbt ved et amerikansk angreb mod et hus i Baquba, 65 kilometer nord for Bagdad.
Koalitionsstyrker bekræftede den 8. juni 2006 at hans lig var blevet identificeret.